# Pain marqouq

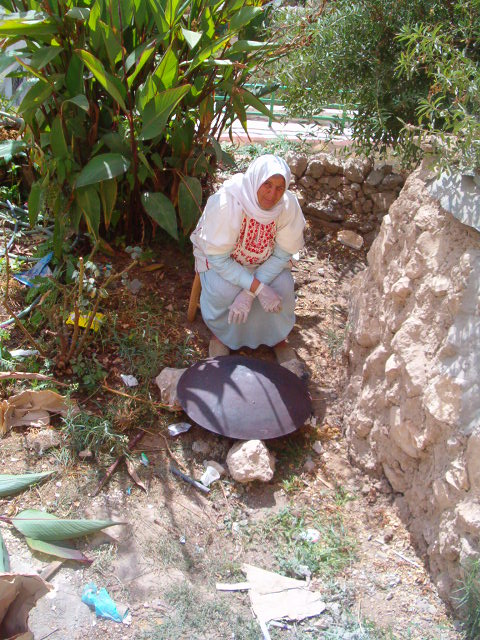
Femme préparant du markouk sur un sage ou saj.

Le pain marqouq est une galette de 60 à 80 cm de diamètre, très fine, quasiment translucide. Il est préparé à partir d'une pâte à pain dans la tradition libanaise sur un saj (ou sage), une coupole métallique au-dessus d'un feu de bois. Marqouq (markouk ou encore chrak, en arabe : مرقوق، شراك) est un terme arabe qui signifie « rendu fin » ou « laminé ». Le pain markouk est généralement plié et mis en sachet avant d'être vendu.
Les galettes de pain marqouq peuvent être conservées près d'un mois, superposées les unes aux autres, protégées par du tissu, que l'on peut hydrater de temps à autre.

## Galerie

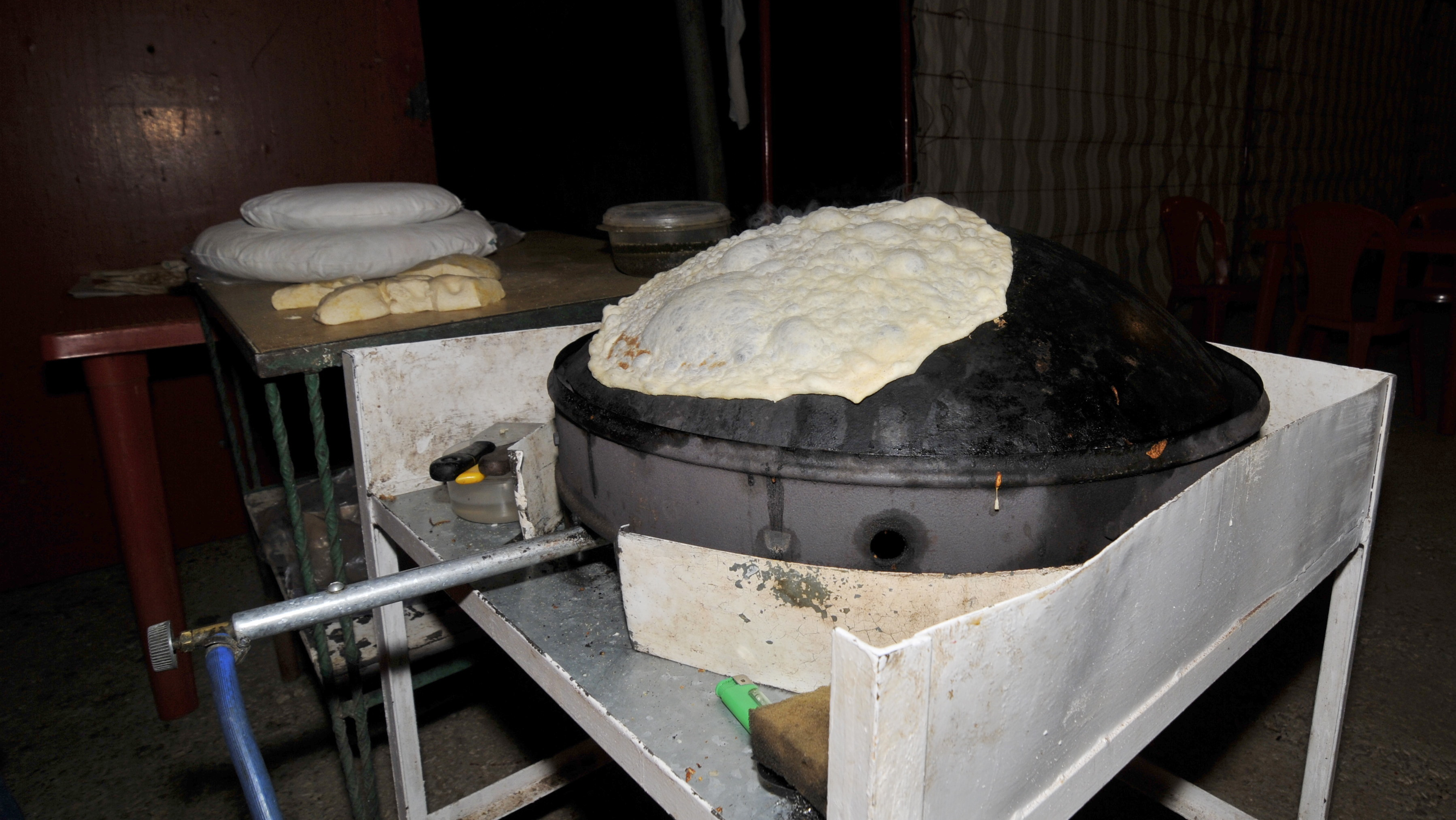
Markouk cuisant sur un saj.
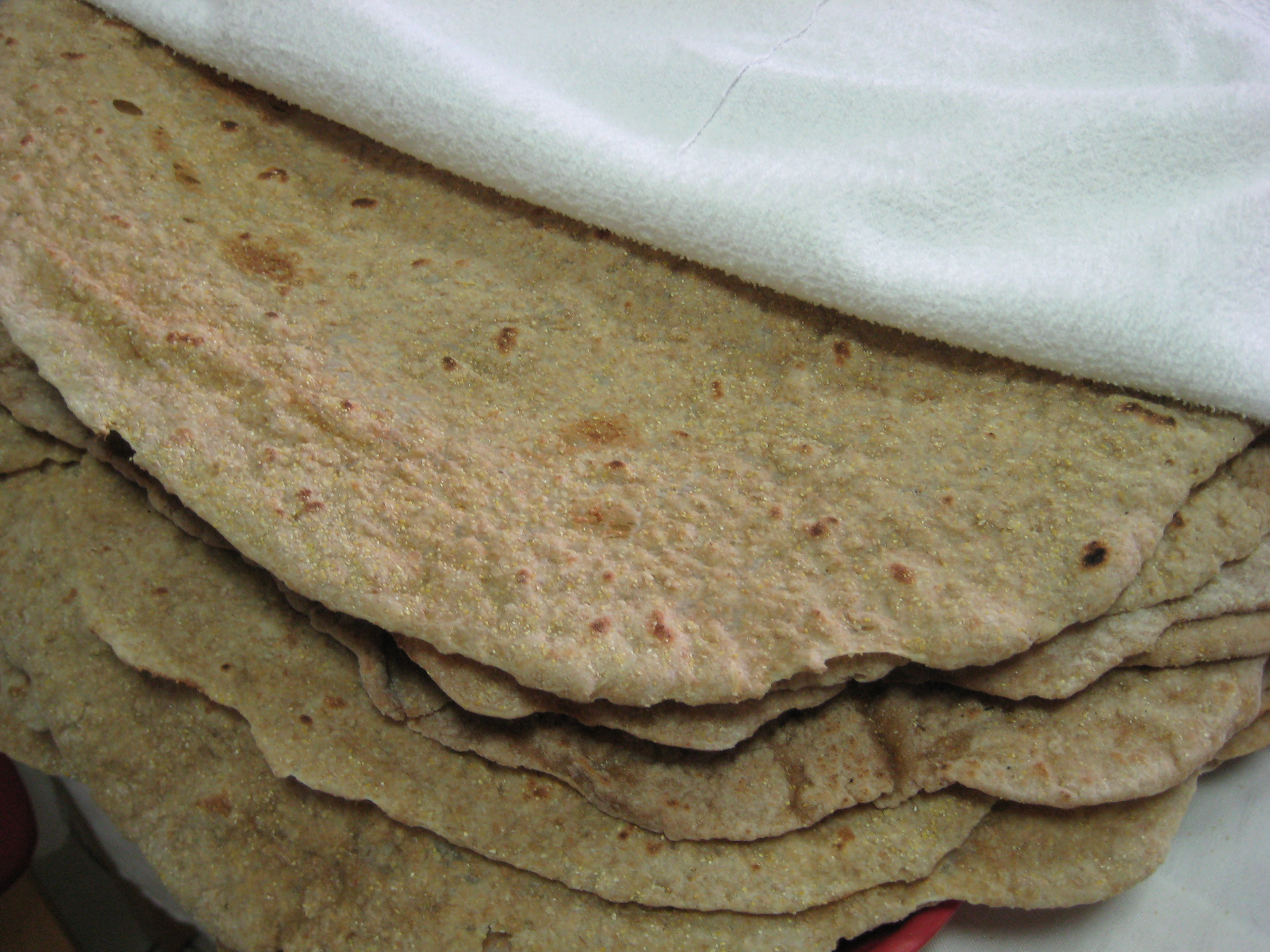
Pains recouverts d'un linge.